# Valbeleix
Valbeleix é uma comuna francesa na região administrativa de Auvérnia-Ródano-Alpes, no departamento Puy-de-Dôme. Estende-se por uma área de 23,38 km². Em 2010 a comuna tinha 128 habitantes (densidade: 5,5 hab./km²).